# مارتن فيريس
مارتن فيريس (بالإنجليزية: Martin Ferris)‏ هو لاعب كرة القدم الغالية وسياسي أيرلندي، ولد في 10 فبراير 1952 في مقاطعة كري في جمهورية أيرلندا. حزبياً، نشط في شين فين.

## مناصب
- في الانتخابات العمومية الإيرلندية 2002 [الإنجليزية]‏، انتخب نائب دييل عن دائرة Kerry North (Dáil constituency) [الإنجليزية]‏ وقد انضم خلال فترته النيابية ‏ (6 يونيو 2002 – 26 أبريل 2007) للكتلة البرلمانية شين فين.
- في الانتخابات العمومية الأيرلندية 2007 [الإنجليزية]‏، انتخب نائب دييل عن دائرة Kerry North (Dáil constituency) [الإنجليزية]‏ وقد انضم خلال فترته النيابية ‏ (14 يونيو 2007 – 1 فبراير 2011) للكتلة البرلمانية شين فين.
- في 2016 Irish general election [الإنجليزية]‏، انتخب نائب دييل عن دائرة Kerry (Dáil constituency) [الإنجليزية]‏ وقد انضم خلال فترته النيابية [الإنجليزية]‏ (10 مارس 2016 – ) للكتلة البرلمانية شين فين.
- في الانتخابات العمومية الأيرلندية 2011 [الإنجليزية]‏، انتخب نائب دييل عن دائرة Kerry North–West Limerick (Dáil constituency) [الإنجليزية]‏ وقد انضم خلال فترته النيابية [الإنجليزية]‏ (9 مارس 2011 – 3 فبراير 2016) للكتلة البرلمانية شين فين.